# Funiculaire Sant'Anna
Le funiculaire Sant'Anna est une ligne de funiculaire qui relie la Piazza del Portello à la via Bertani, près de l'intersection avec Corso Magenta à Gênes en Italie.
Ouvert en 1891, il fonctionne avec un système à eau jusqu'en 1978, année où il est fermé car n'étant pas adaptable aux normes de la réglementation sur les remontées mécaniques qui s'adresse également à tout système de transport utilisant un cable. Transformé avec une motorisation électrique il est rouvert en 1980, puis fortement endommagé par un incendie en 1989 il est remis en état et rouvert en 1991. Transport touristique à l'origine il est devenu un transport en commun de ville, en correspondance avec le réseau des bus, qui transporte plus de un million de voyageurs par an.

## Histoire

### Funiculaire à eau (1891-1978)
Le funiculaire de Sant'Anna est le plus ancien des téléphériques génois, inauguré le 26 novembre 1891, à l'époque à des fins touristiques. Il a été conçu avec un système d'exploitation basé sur le principe des contrepoids d'eau : le conducteur de la voiture amont remplit un réservoir positionné dans la partie inférieure de la voiture, calculant la quantité d'eau nécessaire comme ballast en fonction du nombre de passagers à bord des deux voitures. Le poids plus élevé de la voiture en amont permet de tirer la voiture en aval, reliée à celle-ci au moyen d'une corde roulant sur une poulie. Sur le ballast, se trouvent trois rails : le central, avec une bosselure, utilisé comme système de freinage. Les voitures étaient également équipées d'un frein supplémentaire à contrepoids, qui entrerait en fonction en cas de rupture de la corde. 

Le funiculaire au début du XXe siècle
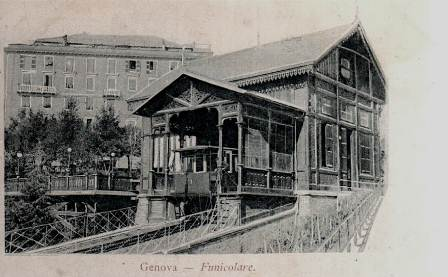
Gare supérieure.
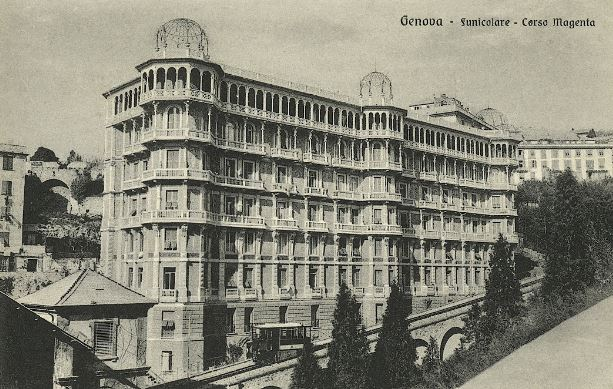
La montée.
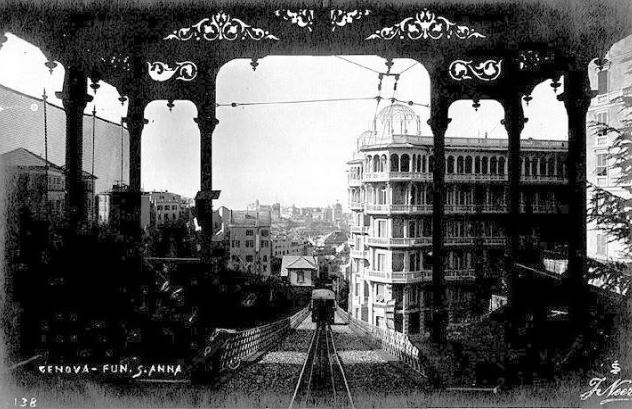
Vue depuis la gare supérieure.

La nouvelle réglementation de sécurité pour les systèmes à câbles, publiée en 1975, nécessite la conversion du funiculaire en traction électrique. Dans un premier temps, l'AMT tente de s'entendre avec le ministère des Transports sur certains changements qui lui permettraient de maintenir le fonctionnement du système à eau. Cette position est motivée par le fait que le funiculaire de Sant'Anna est le dernier en Italie à l'utiliser après la fermeture du funiculaire d'Orvieto (it), qui fut le premier à adopter ce système. Malgré le soutien des citoyens, en octobre 1978, le ministère n'accorde plus de dérogation et le funiculaire est fermé.

### Funiculaire électrique (depuis 1980)
Après la fermeture, l'exploitant AMT prend la décision de modifier le système pour l'adapter à une traction électrique. Cela nécessite de supprimer l'ancienne mécanique tout en conservant l'infrastructure maçonnée. Les stations, haute et basse, sont modifiées ainsi que l'atelier situé à mi-pente. Une salle des machines est construite sous la station haute tout en concevant l'aspect d'origine, de type chalet de montagne, de celle-ci. De nouvelles cabines sont construites, plus petites, que les anciennes, elles sont également plus rapides. Chacune est équipée d'un poste de conduite mais un seul chauffeur pilote l'ensemble des deux cabines à partir de l'une d'entre elles. L'exploitation reprend en 1980.
Le 16 novembre 1989, la station haute, avec son bar et la voiture qui y est stationnée, sont totalement détruits par un incendie dont les causes n'ont jamais été établies avec certitude ; par conséquent, une refonte générale et la construction d'un nouveau bâtiment ont été nécessaires. Les ruines de la station sont complètement démolies et remplacées par un terminus extérieur plus simple, où une nouvelle station est créée à partir de laquelle les deux voitures sont maintenant gérées, également reconstruites. Les travaux prennent fin en janvier 1991 et le funiculaire est rouvert au service au mois de juillet suivant.

Le funiculaire au XXIe siècle
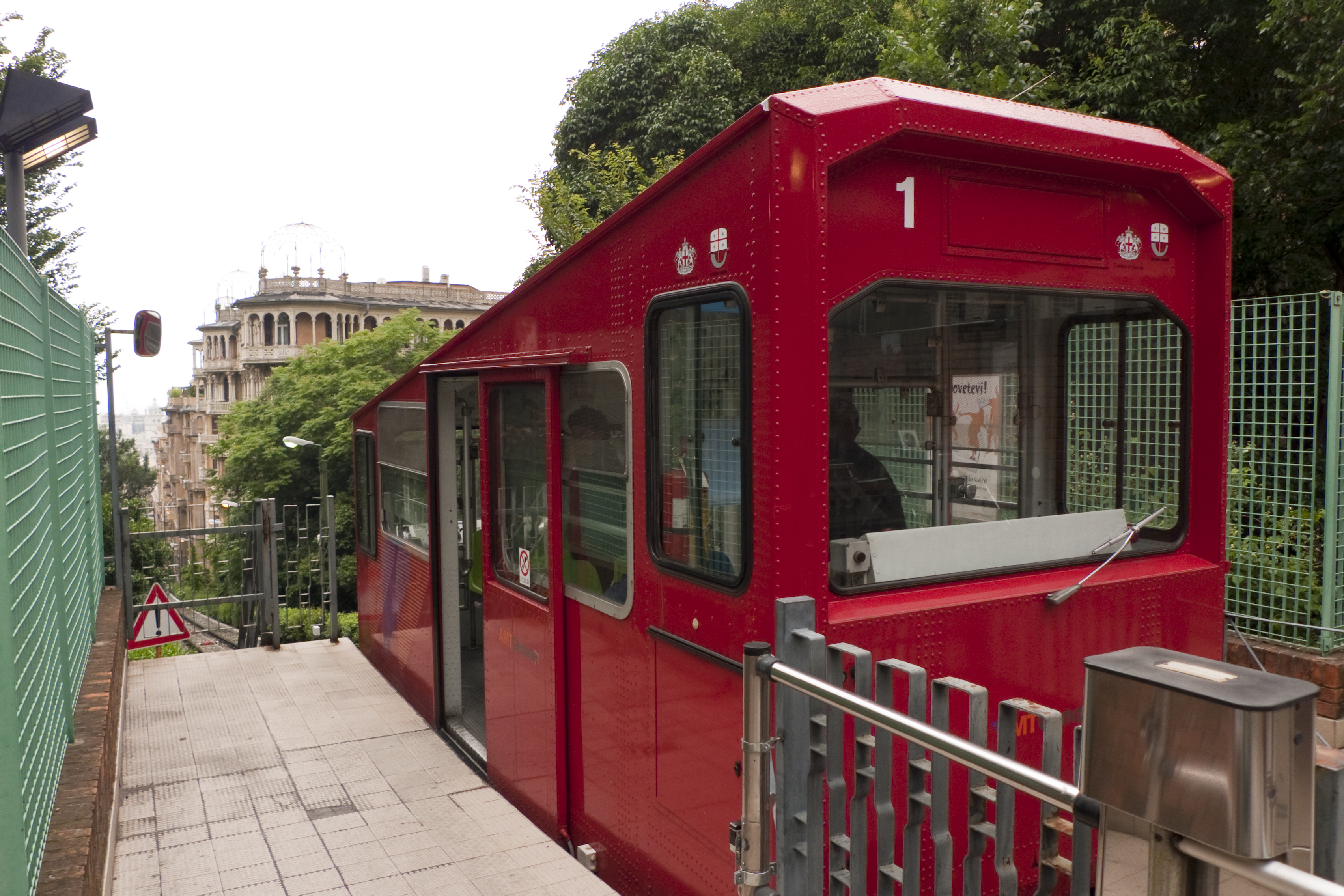
En gare haute.
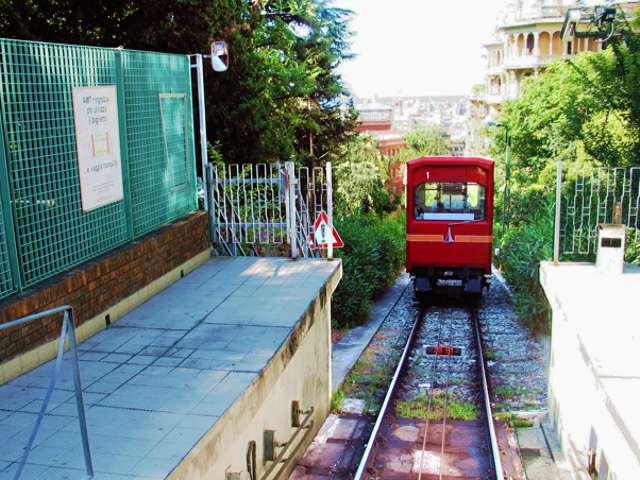
Vue depuis la gare haute.
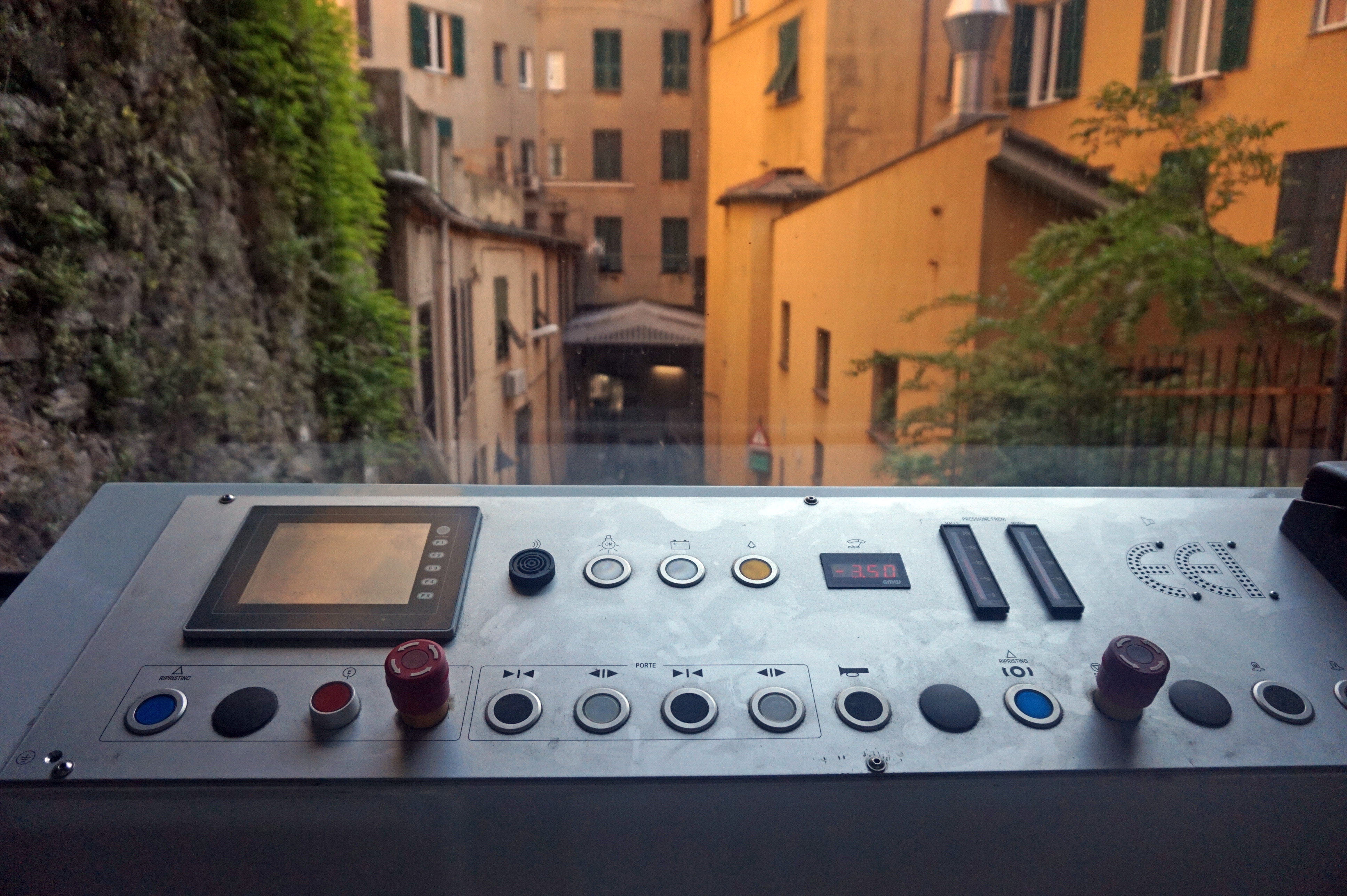
La gare basse depuis la cabine.

Le 16 février 2012, le funiculaire est rouvert après une maintenance générale exceptionnelle marquant les vingt ans de fonctionnement depuis le grand chantier de 1991. Actée dans la loi, ce chantier de révision inclut une refonte avec adaptation du système aux normes de sécurité actuelle pour les remontée mécanique à câble dont font partie les funiculaires. Le coût prévu, entièrement à la charge de l'exploitant, est de un million d'euros. D'une durée de six mois les travaux ont notamment consisté en une : refonte de la salle des machines ; rénovation, notamment des chariots et roues, et modification des cabines pour augmenter le nombre de personnes embarquées, et permettre un accès des personnes handicapées,.

## Caractéristiques

### Ligne: tracé et pente
La ligne longue de 370 m, avec un dénivelé de  54 m, débute par à la station basse située à, 20 mètres d'altitude, sur la Piazza del Portello. La voie unique monte en ligne droite avec une Pente moyenne de 15,33 % et maximum de 17 %. Légèrement avant la mi-pente, la ligne se dédouble pour permettre le croisement des deux cabines à son point central à 185 m des stations. Puis elle retrouve une voie unique pour rejoindre la station haute située via Agostino Bertani, à 74 m d'altitude..

### Stations et correspondances

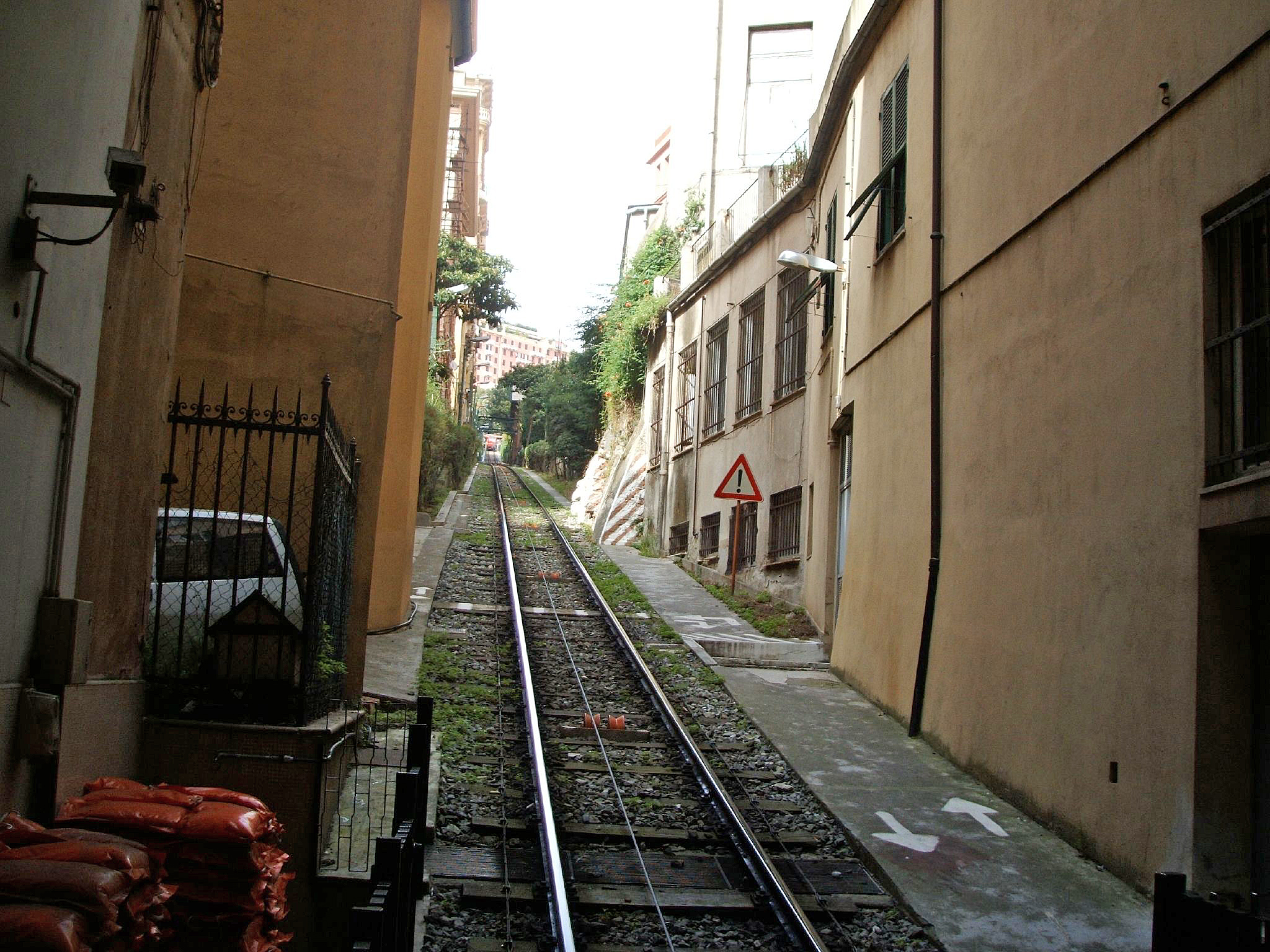
Vue de la ligne au départ de la station basse.

La station basse est située au bas d'un immeuble sur la Piazza del Portello à côté de l'embranchement de la Salita delle Battistine, à proximité de l'arrêt de bus Portello/interiano desservi par de nombreuses lignes. Établie à 20 mètres d'altitude, elle dispose d'une billetterie, d'un tourniquet de contrôle, d'un point d'appel pour l'ouverture de l'accès pour les personnes en fauteuil roulant.
La station haute, établie à 74 m d'altitude sur la via Agostino Bertani, dispose également d'une billetterie, d'un tourniquet de contrôle, d'un point d'appel pour l'ouverture de l'accès pour les personnes en fauteuil roulant. Elle est proche du croisement avec la via Corso Magenta ou se situe l'Ascenseur Magenta-Crocco (it) et l'arrêt de bus Magenta 2/Sant'Anna. Cette station comporte aussi le centre de commande où se tient l'agent qui pilote et surveille, avec des caméras, les deux cabines.
À mi-pente au point de croisement des deux cabines l'exploitant dispose d'un dépôt-atelier pour l'entretien courant des cabines.

### Voie et machinerie
La voie étroite, à écartement de 1 200 mm, dispose de rails du type 36 UNI. Le système de traction dispose d'un Moteur électrique, en courant continu, de 42 KW, avec un câble de traction de 18 mm de diamètre ce qui permet une vitesse maximale de 4 m/s.

### Matériel roulant
Deux voitures d'une capacité de 30 passagers, ce qui permet le transport de 900 personnes/h par sens de circulation.

## Exploitation
Depuis 1991, le système est piloté par un seul agent situé dans la station haute qui surveille l'ensemble des installations avec des écrans reproduisant les vues des caméras installées aux endroits critiques du dispositif. Le service est ouvert tous les jours de 7 h 0 à 0 h 30, la durée du trajet entre les deux stations est de deux minutes. Il transporte plus d'un million de personnes chaque année.